# Kivi okaritský
Kivi okaritský (Apteryx rowi) je druh nelétavého ptáka z řádu kiviů, který se endemitně vyskytuje na Novém Zélandu. Obývá pouze velmi omezenou geografickou oblast, a sice prales Okarito na Západním pobřeží Jižního ostrova. Celková populace kiviů okaritských se odhaduje pouze na 600 jedinců, jedná se tedy o nejmenší populaci ze všech druhů kiviů. Nejbližším genetickým příbuzným kiviho okaritského je kivi hnědý ze Severního ostrova.
Kivi okaritský je nelétavý noční živočich s dlouhým tenkým zobákem, silnýma nohama a hebkým hnědým opeřením. Samec a samice jsou vzhledově velmi podobní, avšak samice lze rozeznat podle delšího zobáku, který přesahuje ten samčí o několik centimetrů. Délka těla kiviho je kolem 40 cm, samec váží kolem 1,6–2,3 kg a samice kolem 2–3,6 kg. Hnízdí v norách, samice klade pouze jedno extrémně velké vejce o váze 410 g. Inkubují samec i samice po dobu 65–75 dní. Může se dožít až 60 let. Kiviové okaritští se vokálně projevují vysoce položeným stoupavým hvizdem, který lze nejčastěji slyšet v noci v zimě a na jaře. Hlavní hrozbu kiviů okaritských představují introdukovaní predátoři, především lasice hranostaji, které hodují na vejcích a juvenilních jedincích. Hlavním ochranným opatřením kiviů je proto jejich odchov v chovných zařízeních a po dosáhnutí obranyschopné velikosti (cca 1,2 kg) jejich opětovné vypuštění do divoké přírody.

## Systematika
Pták náleží do rodu kivi (Apteryx), čeledi kiviovití (Apterygidae) a řádu kiviové (Apterygiformes). V rámci celého řádu kiviů se rozlišuje pouze pět žijících druhů ve dvou skupinách: kiviové hnědí (brown kiwis; kivi hnědý, kivi okaritský a kivi jižní) a tečkovaní (spotted kiwis; kivi Owenův a kivi Haastův).
Kivi okaritský byl popsán až v roce 2003. Už nejméně od 50. let 20. století se nicméně vědělo, že v pralese Okarito (odtud kiviho druhové jméno) na Západním pobřeží ve střední části Jižního ostrova žije populace kiviů, kteří jsou odlišní od kiviů jižních (jediný druh ze skupiny hnědých kiviů na Jižním ostrově; kivi hnědý žije na Severním ostrově). U kiviů z okaritského lesa byly zaznamenány jak morfologické, tak etologické a dokonce parazitické odlišnosti (kiviové okaritští jsou unikátním hostem vši Apterygon okarito).
Fylogeneze kiviů

|  | kivi Owenův  |
|  |              |
|  | kivi Haastův |
|  |              |

|  | \| \| kivi okaritský \| \| \| \| \| \| kivi hnědý \| \| \| \| |
|  |                                                               |
|  | kivi jižní                                                    |
|  |                                                               |
|  | kivi okaritský                                                |
|  |                                                               |
|  | kivi hnědý                                                    |
|  |                                                               |

|  | kivi okaritský |
|  |                |
|  | kivi hnědý     |
|  |                |

|  | \| \| kivi okaritský \| \| \| \| \| \| kivi hnědý \| \| \| \| |
|  |                                                               |
|  | kivi jižní                                                    |
|  |                                                               |
|  | kivi okaritský                                                |
|  |                                                               |
|  | kivi hnědý                                                    |
|  |                                                               |

|  | kivi okaritský |
|  |                |
|  | kivi hnědý     |
|  |                |

|  | kivi Owenův  |
|  |              |
|  | kivi Haastův |
|  |              |

|  | \| \| kivi okaritský \| \| \| \| \| \| kivi hnědý \| \| \| \| |
|  |                                                               |
|  | kivi jižní                                                    |
|  |                                                               |
|  | kivi okaritský                                                |
|  |                                                               |
|  | kivi hnědý                                                    |
|  |                                                               |

|  | kivi okaritský |
|  |                |
|  | kivi hnědý     |
|  |                |

|  | \| \| kivi okaritský \| \| \| \| \| \| kivi hnědý \| \| \| \| |
|  |                                                               |
|  | kivi jižní                                                    |
|  |                                                               |
|  | kivi okaritský                                                |
|  |                                                               |
|  | kivi hnědý                                                    |
|  |                                                               |

|  | kivi okaritský |
|  |                |
|  | kivi hnědý     |
|  |                |

S populací kiviů z okaritského lesa se v průběhu 2. poloviny 20. století nakládalo někdy jako se samostatným druhem, jindy jako s poddruhem kiviho jižního. Samotné Ministerstvo památkové péče v 90. letech populaci kiviů okaritských hodnotilo jako samostatný druh, nicméně kivi stále nebyl formálně popsán. Toho úkolu se v roce 2003 chopil tým vedený paleontologem Alanem Tennysonem z wellingtonského muzea Te Papa. Tennysonův tým nový druh pojmenoval jako Apteryx rowi. Druhové jméno rowi je lidové označení pro kivie z oblasti okaritského lesa.
Podle výsledků rozborů DNA se kivi okaritský vydělil z hlavní linie kiviů již před cca 6,2 miliony lety. Nejbližším příbuzným kiviho okaritského přitom není kivi jižní, jak bylo dříve usuzováno na základě geografické blízkosti, ale kivi hnědý ze Severního ostrova. Zatímco geneticky je kivi okaritský nejblíže kivimu jižnímu, etologicky (chováním) je blíže spíše kivimu jižnímu.
Je to monotypický druh, tzn. netvoří žádné poddruhy.

## Popis
Jedná se o středně velký druh kiviho s tělem dlouhým kolem 40 cm. Váha kiviů může mít poměrně velký rozptyl. Samec váží kolem 1,6–2,3 kg a samice kolem 2–3,6 kg. Zobák samců dosahuje délek kolem 95 mm, u samic kolem 126 mm. Kivi má velmi jemné opeření, které je převážně šedohnědé s podélným, tmavě hnědým až černým, nepříliš výrazným proužkováním. Hlava, krk a břicho jsou spíše do šeda. Dlouhý tenký zobák je slonovinově bílý, při jeho kořenu se nachází tenké jemné vousky. Nohy a prsty jsou narůžovělé až světle nahnědlé, drápy jsou do běla. Kolem 60 % populace má na hlavě (hlavně po stranách obličeje) bílé peří různého rozsahu počínaje jedním bílým perem a konče velkými bílými fleky. Samec i samice si jsou velmi podobní. Spolehlivým rozlišovacím znakem je délka zobáku, který je u samic podstatně delší než u samců.
Vzhledem ke geograficky omezené oblasti výskytu kiviů okaritských lze k záměně s jinými ptáky dojít jen těžko. Vzhledově nejpodobnější si jsou s kivimi jižními, oproti kterým jsou menší a jejich opeření je světlejší.

## Biologie

### Chování
Kiviové okaritší jsou nelétaví noční ptáci. Přes den hřadují v norách či v husté vegetaci. Těsně po soumraku vylezou a začínají svou obchůzku po teritoriu, během které pomalu a opatrně prochází hustým lesem za neustálého propichování půdy a tlejícího dřeva zobákem s cílem najít vhodnou potravu. Jedná se o silně teritoriální jedince, kteří se v případě narušení teritoria jiným kivim pouští do krvelačných bojů za pomocí svých mohutných noh a drápů.

### Rozmnožování

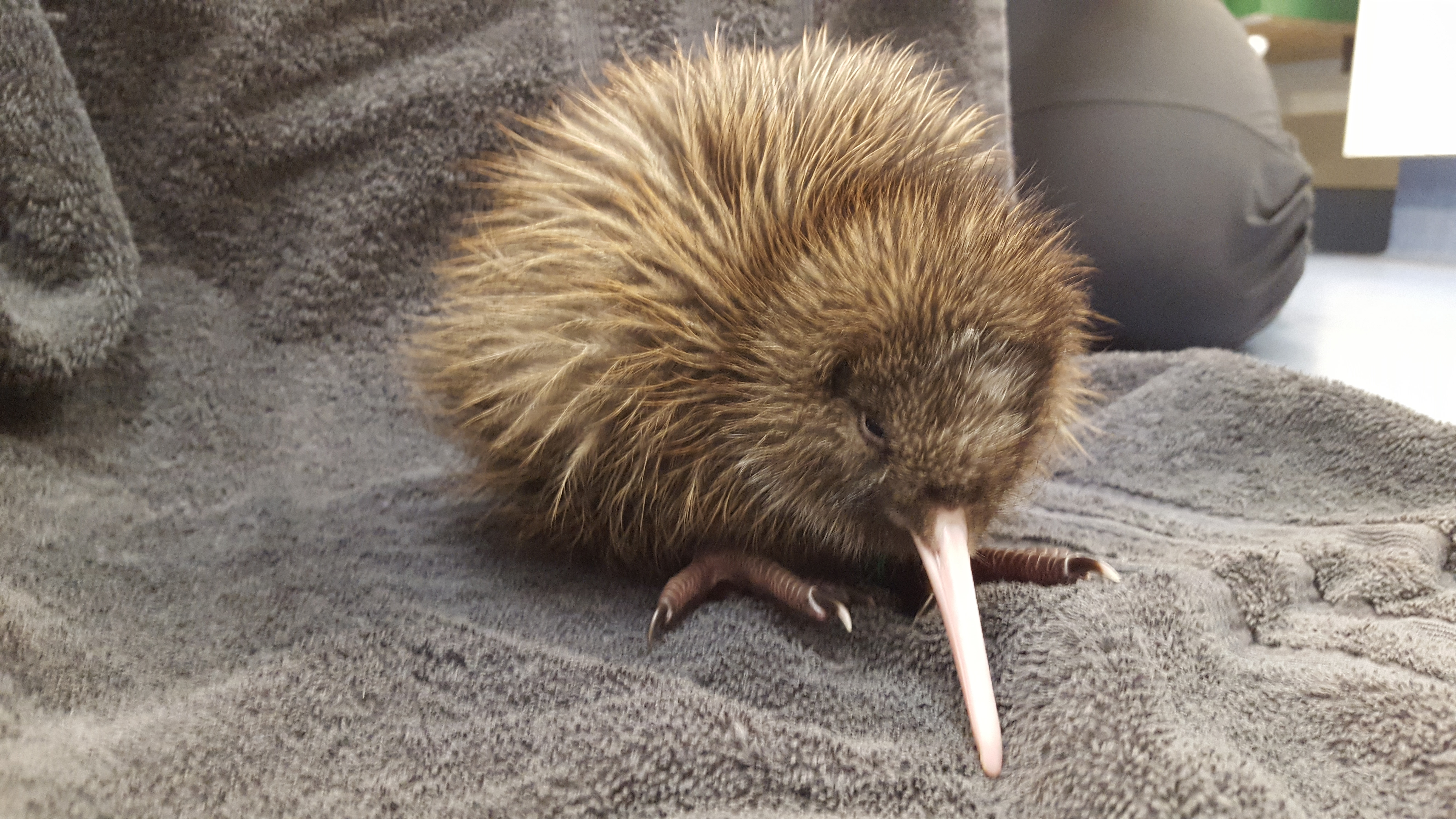
Mládě kiviho okaritského

Ke kladení vajec dochází nejčastěji od června do prosince. Kiviové hnízdí v norách, např. pod pařezy nebo v rozvětvených kořenových systémech vzrostlých stromů, v dutinách vzrostlých stromů nebo spadlého tlejícího kmene. Samice klade pouze jedno světlé vejce o rozměrech 122×77 mm a váze 410 g. Inkubují samec i samice po dobu 65–75 dní. Někdy může dojít ke druhé i třetí snůšce, přičemž samice může naklást vejce během inkubace prvního vejce, takže jsou v noře přítomny hned dvě vejce. Vysoce prekociální mláďata po narození zůstávají v rodné noře zhruba jeden týden, načež noru opouští  a samostatně si začínají shánět potravu v blízkém okolí. Na noc se vrací do rodné nory. Juvenilní jedinci zůstávají v blízkosti rodičů po dobu 3–4 let, načež dochází k disperzi.
Prvním páření nastává kolem věku 3–7 let. Potvrzený věk nejstaršího známého kiviho okaritského byl k roku 2021 35 let, i když kiviové okaritští se patrně mohou dožít až 60 let. V pralese Okarito je průměrný věk dožití odhadován na 48 let.

### Vokalizace
Samci kiviů se vokálně projevují charakteristickým vysoce položeným stoupajícím hvízdavým tónem, který rychle opakují asi 15–25× po sobě. Samice vydávají pomalejší a níže položené hrdelní chraptění, které opakují 10–20× za sebou. Kiviho hvizd lze ve volné přírodě zaměnit za hvizdchřástala weky, jehož volání je však dvouslabičné, poněkud skřekavé a s menším počtem opakování. Kiviové se vokálně projevují za účelem vyjádření teritorií i k udržování kontaktu v páru. Nejčastěji volají v zimě a na jaře.

### Potrava

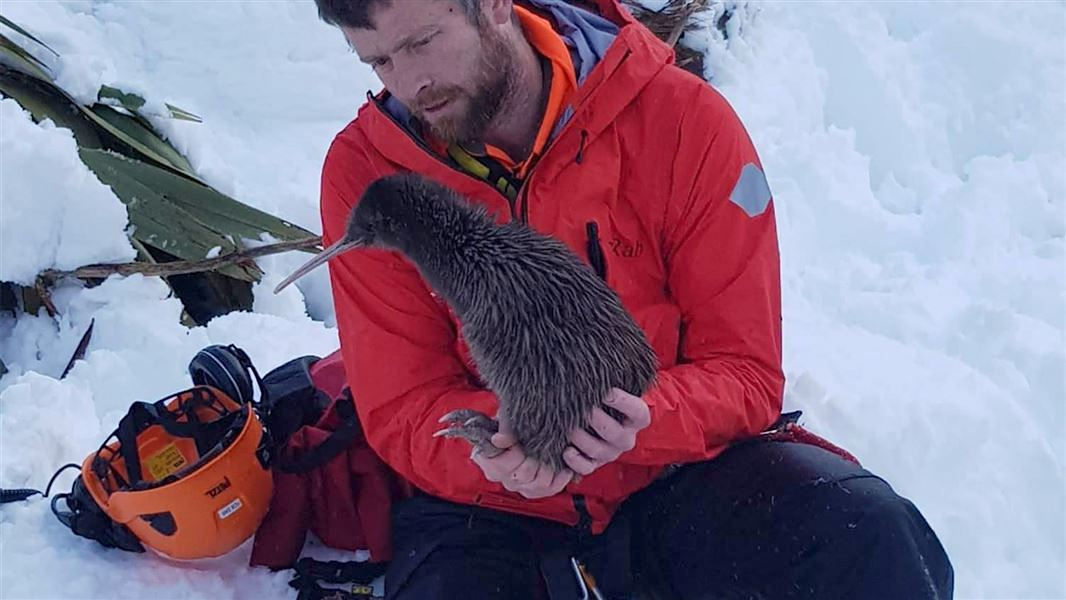
Kivi nedaleko ledovce Fox

Živí se bezobratlými živočichy, nejčastěji žížalami, ale také pavouky, stonožkami, rovnokřídlými a larvami cikád, brouků a nočních motýlů. Jídelníček doplňuje spadlým ovocem. Potravu nejčastěji nachází v zemi či tlejících kmenech stromů, které opatrně propichuje svým tenkým dlouhým zobákem, na jehož konci se nachází nosní dírky, což je jedinečná morfologická zvláštnost řádu kiviů. Po propíchnutí zeminy či tlejícího dřeva kivi hlasitě nasaje pachy těsně pod povrchem a pokud objeví vhodnou kořist, dojde k jejímu opatrnému vytažení a pozření. V případě větších kousků si kivi může pomoci vyhloubením dírky hluboké až 15 cm a široké až 10 cm, přes kterou se mu lépe vytáhne celý živočich.

## Rozšíření a populace
Těžiště výskytu druhu leží v nížinatém pralese Okarito, kde jsou kiviové běžní. Tento původní les se nachází při západním pobřeží střední části Jižního ostrova. Menší, introdukované populace se nachází na novozélandských malých ostrovech bez predátorů v oblasti Cookova průlivu, konkrétně Mana, Motuara a Ōruawairua. V roce 2018 došlo k vypuštění 25–30 jedinců v pohoří Omoeroa, jižně od ledovce Franz Josef.
Velikost populace kiviů se k roku 2018 odhaduje na cca 600 jedinců. Část populace představují velmi staří jedinci, kteří se již nepáří.

## Ohrožení a ochrana
Původní areál výskytu kiviho okaritského před lidským osídlením Nového Zélandu není zcela jasný. Kosti kiviů jsou hojně nalézány v maorských sídlištích po celém Jižním ostrově, avšak drtivá většina těchto kostí není přiřazena konkrétnímu druhu kiviho. Na základě menší části identifikovaných kosterních pozůstatků kiviů okaritských však lze usuzovat, že kiviové okaritští mohli být kdysi rozšířeni po většině Jižního ostrova a jejich původní areál výskytu kdysi zasahoval i na Severní ostrov na sever nejméně k bažině Poukawa do Hawke's Bay.

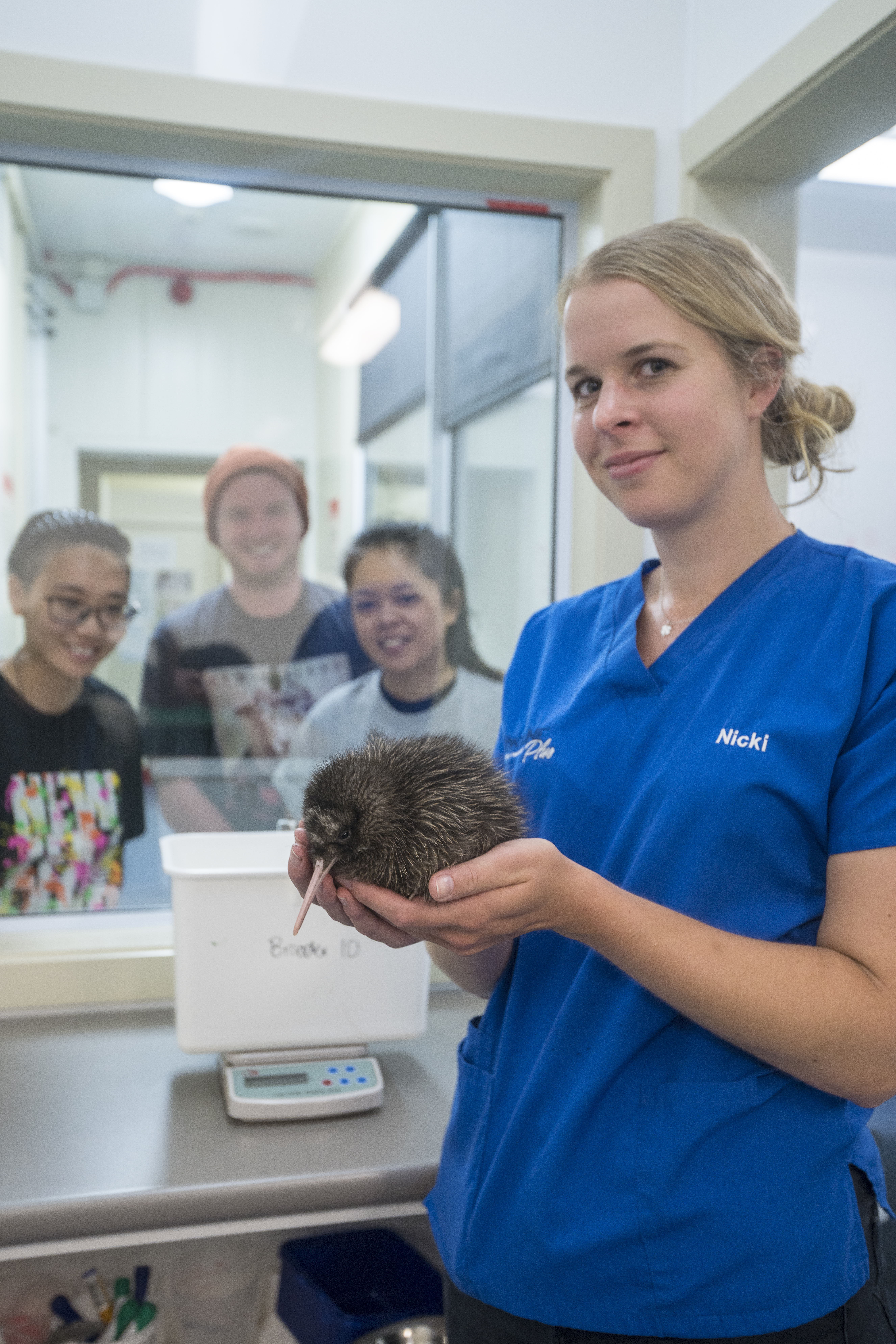
Mládě kiviho v rukách pracovnice chovného centra kiviů The West Coast Wildlife Centre

Někdy od 19. století byla populace kiviů okaritských soustředěna pouze v pralese Okarito. Důvod pro drastické zmenšení jejich areálu rozšíření zůstává neznámý. Populace kiviů v pralese Okarito pomalu klesala až do 90. let 20. století následkem lovu mláďat a juvenilních jedinců introdukovanými hranostaji a částečně i následkem srážek s auty a usmrcením psy. K roku 1995 se celková populace kiviů okaritských odhadovala na pouhých 160 ptáků. V 90. letech se však započalo s intenzivním managementem populace skrze „Program hnízdní vejce“ (Operation Nest Egg, odtud zkratka ONE). Tento program spočívá v tom, že se odeberou vejce kiviů z divoké přírody a umístí se do inkubátorů v chovných zařízeních, kde dojde k vyklubání mláďat, která se přemístí na bezpredátorový ostrov Motuara (sever Jižního ostrova). Ten poskytuje kiviům dočasné útočiště do doby, než dosáhnou váhy kolem 1,2 kg, jelikož v této velikosti se již dokáží ubránit hranostajům, a jsou přemístěni zpět do lesa Okarito. Někdy dochází i k přemístění již vyklubaných mláďat z divokého přírody do umělých chovů. Díky programu ONE populace kiviů k roku 2000 narostla na cca 200 jedinců a do roku 2012 na 375 ptáků.
Všichni kiviové jsou na Novém Zélandu chráněni. Les Okarito patří mezi pět Přírodních rezervací kiviů (Kiwi sanctuaries), čili chráněných území ve zvláštním ochranném režimu, které byly založeny Ministerstvem památkové péče v roce 2000.
Přírodní rezervace Okarito má rozlohu kolem 10 tisíc hektarů. Mezi lety 2001–2006 zde probíhal intenzivní odchyt predátorů pomocí pastí v terénu. Program odchytu predátorů měl za cíl otestovat, zda pasti v terénu budou úspěšnější než zmíněný program ONE na umělý odchov mláďat. Ve zmíněném pětiletém období bylo odchyceno 2144 hranostajů a 11 331 krys. Program ONE v omezené míře pokračoval i v tomto období, aby byl zajištěn odchov alespoň několika kiviů. I přes intenzivní odchyt hranostajů tyto šelmy dokázaly zdecimovat populaci mladých kiviů. Věku 6 měsíců se dožilo jen 15 % mláďat, přičemž s programem ONE to je až 98 %. Odhadovaný nárůst populace v tomto období byl kolem 0,6 % za rok, přičemž s programem ONE to je až 10 % za rok.
K vyhynutí kiviů okaritských v průběhu 19. a 20. století nedošlo jen díky extrémně vysoké míře přežití dospělců, kterou lze přičíst na vrub tomu, že v pralese Okarito se nenachází psi ani fretky, které jsou známy tím, že dokáží ulovit i velké dospělé kivie. Např. v Přírodní rezervaci kiviů Whangarei je očekávaný věk dožití kiviů hnědých pouze 14 let, jelikož zde dochází k usmrcení kiviů fretkami a volně pobíhajícími psi z okolních farem.